# Patronato de legos
Patronato de legos o capellanía de misas, laical o merelega es aquella institución creada en los territorios de la Monarquía Hispánica, que se constituía por un particular mediante la aportación de patrimonio (en bienes o derechos), y cuyas rentas quedaban vinculadas a obras o menesteres piadosos. Podía crearse como legado —legados píos, si lo es por testamento—, o como donación en vida. La institución tiene su origen en la Edad Media y sus perfiles se definieron definitivamente hacia el siglo XVI para los territorios de la Monarquía Hispánica. Las rentas quedaban sujetas a una carga o gravamen, la más común la celebración de misas, por lo general en determinados lugares y con requisitos establecidos por el fundador, dedicadas a una o más personas o instituciones.
La característica común de los patronatos legos es su carácter profano, incluso de las capellanías que se pudieran establecer, que en nada afectaban a la liturgia, ni a los deberes eclesiásticos, sino que simplemente retribuían a los oficiantes al cumplir con el deseo del testador o donante. Los bienes y rentas no pertenecían, por tanto, a la iglesia, sino al patronato constituido para su administración, habitualmente los herederos o el propio fundador, y se regían por el derecho común o foral del territorio. Se diferenciaban pues, de las capellanías colativas o eclesiásticas, porque estas pertenecían a la iglesia católica, por lo común a través de los obispados, y el patronato, sus bienes y rentas quedaban sujetos a la autoridad eclesiástica y al derecho canónico. Que fuera una u otra la forma adoptada, dependía de que el donante-fundador acordase con la iglesia las condiciones, constituyendo por tanto un negocio entre partes, o bien que la voluntad del testador fuera aceptada por la iglesia como legataria, fuera esta en un sentido u otro.